# Коралловый рай
«Кора́лловый рай» (нем. Impressionen unter Wasser) — документальный фильм 2002 года, последняя режиссёрская работа Лени Рифеншталь, выпущенная ею после 48-летнего перерыва.

## История создания и релиз
Своё первое погружение с аквалангом и камерой для подводной съёмки Лени совершила в 1974 году, в возрасте 72 лет (для получения лицензии ей пришлось скрыть свой настоящий возраст). В общей сложности, за время работы над фильмом она совершила почти две тысячи погружений. В 1983 году Лени описывала свой замысел так:
Фильмы на подводную тематику делают упор либо на научную сторону, как фильмы Жака Кусто, либо на чувства телезрителей, как голливудские фильмы об акулах. Мы же планируем снять нечто совершенно иное.Оригинальный текст (англ.)Underwater films are either scientific, like Jacques Cousteau's, or sensational, like the Hollywood shark films. But there are none like this one we plan.
Морские съемки документального фильма Лени Рифеншталь о морской тематике проходили в основном в районе Папуа-Новой Гвинеи в период с 1970-х по 2000 год. Другие места съемок включали Мальдивские острова, Сейшельские острова, Кению, Танзанию, Индонезию, Красное море, Кокосовые острова и Карибское море.
Впервые отрывки из её обширных морских съемок были показаны публике в документальном фильме 1993 года «Чудная, ужасная жизнь Лени Рифеншталь», снятом после её недавней экспедиции.
Премьера «Кораллового рая» состоялась в Дельфи-ам-зоопарк в Берлине 14 августа 2002 года, за неделю до празднования столетнего юбилея Лени. На следующий день он транслировался на французско-немецком канале Arte вместе с интервью Рифеншталь. Он также был показан на Фестивале независимого кино в Мауи в 2003 году и Международном кинофестивале в Порту в 2004 году. Фильм вышел на DVD в апреле 2003 года.
Рифеншталь отвергла утверждения о том, что «Коралловый рай» стал её возвращением в большое кино; «Это безусловно, не возвращение, я всегда была активна и до сих пор остаюсь. Мой фильм показывает красоту подводного мира. Я надеюсь, что он затронет зрителя, он показывает, что потеряет мир, если ничего не предпринять, чтобы остановить разрушение наших океанов. Однажды я сказала, что очарована прекрасным и живым. Я всегда искала гармонию и, в конце концов, нашла её под водой».

## Критика
Фильм вызвал неоднозначную реакцию критиков. Газета Tagesspiegel Daily написала язвительную рецензию «Это как если бы поп-художник нарисовал это под ЛСД». Журнал Time Out придерживался нейтральной точки зрения. Другие критики оценивали фильм положительно, многие сравнили его со знаменитым фильмом 1938 года «Олимпия» в том, что он также отражает стремление Рифеншталь к красоте. Киновед Эрнест Матис, участвуя в написании книги «501 Directors», назвал этот документальный фильм «последним актом творческого гения».